# 龍升賢
龍升賢（1897年—1988年5月12日），四川省江津縣人，她是聶榮臻元帥的表姐、元配夫人。

## 生平[1]
- 民國四年(1915年)，聶榮臻的母親病重，家中請師娘子(四川農村中專靠跳神為生的婦女的別稱) 來治病，臨走時告訴聶家，要辦一門喜事來沖喜，聶榮臻的父親聶仕先找到岳父唐雨初商量，決定為聶榮臻娶親。唐雨初物色到比聶榮臻大兩歲的唐家一親戚的女兒龍升賢。
- 龍升賢嫁入聶家後，勤勞能幹，甚得聶榮臻父母親的歡心，聶榮臻赴法前，兩人共同生活了四年時間，但龍升賢並沒懷孕。
- 民國八年(1919年)，聶榮臻赴法國後，開初還與家人有書信往來。自參加中國共產黨後，為免家人受害，和家人斷絕了通信來往。
- 其間，聶母思兒心切，就抱養了一個兒子聶再陽。 按鄉下規矩，龍升賢是長房媳婦，理所當然地擔當起了全家的生活重擔。起先，靠碾米掙餞來維持全家生活。因碾米掙錢不多，難以維持家境，又去佃租別人的田土耕種，求得生路。 龍升賢一直在家守著把聶榮臻父母奉養、送終[2]，聶母、聶父相繼去世後，龍升賢只好搬到聶榮臻的胞妹聶榮昌家，姑嫂倆住在一起。由於妹妹家中上有老，下有小，負擔很重，姑嫂間難免口角，沒住多久又搬出去了。時聶榮臻音信杳無不知去向，鄉中有好心人勸說龍升賢另嫁，但龍指天道地發誓說：生是聶家人，死是聶家鬼，一定要等到雙全(聶榮臻小名)回來。聶氏祠堂族長聶祖輝見龍升賢可憐，便由祠堂每年出2石黃谷，施以微薄救濟，才得以生存下來。
- 1949年12月。龍升賢打聽到聶榮臻在北京的消息，便寫了封信表示要到北京去相見。當時西南軍政委員會知道這個消息後，派人接她到重慶。劉伯承、鄧小平熱情地接待了她，並勸阻她不要去找聶榮臻，龍升賢遂打消了去找聶榮臻的念頭。後通過組織安排，龍升賢回到當地參加工作，起初擔任江津縣婦聯主任，因工作能力差，她自己提出回鄉去生活，又回到吳灘。
- 龍升賢精心保存著聶榮臻青少年時期的書籍、作業本和小時玩具、文具，直到後來交給了有關部門[2]。1964年，江津一中(江津中學)將聶榮臻當年就讀的八班教室闢為「榮譽室」，陳列展出。1966年7月，文化大革命開始．紅衛兵將「榮譽室」封閉，陳列品不知去向[3]。
- 1960年，建食堂吃大鍋飯，一些不法分子也乘機欺壓群眾，剋扣伙食。吳灘公社副書記張全初、伙食團會計陳慶雲等經常不給群眾飯吃，餓死了一些人，群眾便鼓動龍升賢寫信給聶榮臻反映情況，果然起了作用。上級派人調查後，處理了這些違法亂紀之人，因而龍升賢被選為人民代表。從那以後，龍升賢除了得到縣政府民政部門的照顧外，聶榮臻每兩月都要給她寄一次錢，以補助生活之用。
- 1988年5月12日，龍升賢病逝。臨終前還向守護她的人問候聶榮臻，人們告訴她聶榮臻的身體安康時，她合上了雙眼。逝世後，聶榮臻除了派專人前來料理外，還以全家的名義，給龍升賢送了花圈和輓聯。輓聯寫“龍升賢同志千古，聶榮臻張瑞華率全家敬輓”[2]
- 聶榮臻並囑託將龍升賢和聶榮臻父母安葬在一處，「以示共度艱辛」[2]。